# Championnats d'Europe de karaté 2004
Les championnats d’Europe de karaté 2004 ont eu lieu du 7 au 9 mai 2004 à Moscou, en Russie. Il s'agissait de la 39e édition des championnats d'Europe de karaté senior.

## Résultats

### Épreuves individuelles

#### Kata
| Rang | Pays    | Karatéka                       |
| ---- | ------- | ------------------------------ |
| 1    | Italie  | Luca Valdesi                   |
| 2    | Espagne | Damián Hugo Quintero Capdevila |
| 3    | France  | Vu Duc Minh Dack               |
| 3    | Croatie | Kristian Novak                 |

| Rang | Pays     | Karatéka                      |
| ---- | -------- | ----------------------------- |
| 1    | France   | Myriam Szkudlarek             |
| 2    | Espagne  | Miriam Cogolludo de las Heras |
| 3    | Serbie   | Marina Kis                    |
| 3    | Tchéquie | Petra Nová                    |

#### Kumite

##### Kumitemasculin
| Rang | Pays       | Karatéka            |
| ---- | ---------- | ------------------- |
| 1    | Espagne    | Davíd Luque Camacho |
| 2    | Russie     | A. Aslanyan         |
| 3    | Bulgarie   | Borislav Ivanov     |
| 3    | Angleterre | Paul Newby          |

| Rang | Pays        | Karatéka           |
| ---- | ----------- | ------------------ |
| 1    | Azerbaïdjan | Rafael Ağayev      |
| 2    | France      | Alexandre Biamonti |
| 3    | Italie      | Ciro Massa         |
| 3    | ' Croatie   | Dario Svetic       |

| Rang | Pays     | Karatéka                  |
| ---- | -------- | ------------------------- |
| 1    | Espagne  | Oscar Vázquez Martins     |
| 2    | Italie   | Giuseppe di Domenico      |
| 3    | Grèce    | Konstantinos Papadopoulos |
| 3    | Belgique | Diego Vandeschrick        |

| Rang | Pays    | Karatéka            |
| ---- | ------- | ------------------- |
| 1    | France  | Olivier Beaudry     |
| 2    | Italie  | Salvatore Loria     |
| 3    | Turquie | Yavuz Karamollaoglu |
| 3    | Espagne | Iván Leal Reglero   |

| Rang | Pays               | Karatéka                |
| ---- | ------------------ | ----------------------- |
| 1    | Pays-Bas           | Daniël Sabanovic        |
| 2    | Russie             | Islamoutdin Eldarouchev |
| 3    | Bosnie-Herzégovine | A. Cupina               |
| 3    | Allemagne          | Lukas Grezella          |

| Rang | Pays   | Karatéka                 |
| ---- | ------ | ------------------------ |
| 1    | France | Franc Chantalou          |
| 2    | Italie | David Benetello          |
| 3    | Russie | Aleksandr Guerunov       |
| 3    | Grèce  | Spyrídon Margaritópoulos |

| Rang | Pays      | Karatéka           |
| ---- | --------- | ------------------ |
| 1    | Italie    | Stefano Maniscalco |
| 2    | Turquie   | O. Arpa            |
| 3    | France    | Guillaume Cossou   |
| 3    | Slovaquie | Klaudio Farmadín   |

##### Kumiteféminin
| Rang | Pays      | Karatéka         |
| ---- | --------- | ---------------- |
| 1    | Allemagne | Kora Knühmann    |
| 2    | Russie    | Elana Ponomareva |
| 3    | Grèce     | Evdoxía Kosmídou |
| 3    | Hongrie   | Beatrix Toth     |

| Rang | Pays      | Karatéka                |
| ---- | --------- | ----------------------- |
| 1    | Allemagne | Alexandra Kurtz         |
| 2    | Serbie    | Snežana Perić           |
| 3    | Espagne   | Noelia Fernandez Alonso |
| 3    | Russie    | Maria Sobol             |

| Rang | Pays                 | Karatéka           |
| ---- | -------------------- | ------------------ |
| 1    | France               | Laurence Fischer   |
| 2    | Turquie              | M. Olmez           |
| 3    | Espagne              | Cristina Feo Gomez |
| 3    | Serbie-et-Monténégro | B. Kavurin         |

| Rang | Pays      | Karatéka                  |
| ---- | --------- | ------------------------- |
| 1    | Turquie   | Yıldız Aras               |
| 2    | Espagne   | Gloria Casanova Rodriguez |
| 3    | Serbie    | Snežana Perić             |
| 3    | Allemagne | Nadine Ziemer             |

### Épreuves par équipes

#### Kata
| Rang | Pays      |
| ---- | --------- |
| 1    | Italie    |
| 2    | Espagne   |
| 3    | Allemagne |
| 3    | Croatie   |

| Rang | Pays    |
| ---- | ------- |
| 1    | France  |
| 2    | Espagne |
| 3    | Croatie |
| 3    | Italie  |

#### Kumite
| Rang | Pays               | Karatékas                     |
| ---- | ------------------ | ----------------------------- |
| 1    | Russie             |                               |
| 2    | Espagne            | Davíd Santana Vega, notamment |
| 3    | Bosnie-Herzégovine |                               |
| 3    | Turquie            |                               |

| Rang | Pays      |
| ---- | --------- |
| 1    | Turquie   |
| 2    | Italie    |
| 3    | Allemagne |
| 3    | France    |